# Blennophis anguillaris
Blennophis anguillaris е вид бодлоперка от семейство Clinidae. Видът не е застрашен от изчезване.

## Разпространение
Разпространен е в Намибия и Южна Африка.

## Описание
На дължина достигат до 30 cm.